# Skilanglauf-Scandinavian-Cup 2019/20
Der Skilanglauf-Scandinavian-Cup 2019/20 war eine von der FIS organisierte Wettkampfserie, die zum Unterbau des Skilanglauf-Weltcups 2019/20 gehörte. Sie begann am 13. Dezember 2019 in Vuokatti und sollte am 15. März 2020 in Harstad enden. Aufgrund der Absage der letzten drei Rennen in Harstad wegen der COVID-19-Pandemie wurde die Saison vorzeitig beendet. Die Gesamtwertung der Männer gewann der Norweger Gjøran Tefre. Bei den Frauen wurde Julie Myhre Erste in der Gesamtwertung.

## Männer

### Resultate
| 1. Scandinavian Cup in Vuokatti, 13. bis 15. Dezember 2019 | 1. Scandinavian Cup in Vuokatti, 13. bis 15. Dezember 2019 | 1. Scandinavian Cup in Vuokatti, 13. bis 15. Dezember 2019 | 1. Scandinavian Cup in Vuokatti, 13. bis 15. Dezember 2019 | 1. Scandinavian Cup in Vuokatti, 13. bis 15. Dezember 2019 |
| ---------------------------------------------------------- | ---------------------------------------------------------- | ---------------------------------------------------------- | ---------------------------------------------------------- | ---------------------------------------------------------- |
| Datum                                                      | Disziplin                                                  | Erster Platz                                               | Zweiter Platz                                              | Dritter Platz                                              |
| 13. Dezember 2019                                          | Sprint klassisch                                           | Thomas Helland Larsen                                      | Martin Løwstrøm Nyenget                                    | Jørgen Lippert                                             |
| 14. Dezember 2019                                          | 30 km klassisch Massenstart                                | Eirik Sverdrup Augdal                                      | Martin Løwstrøm Nyenget                                    | Vebjørn Turtveit                                           |
| 15. Dezember 2019                                          | 15 km Freistil                                             | Jan Thomas Jenssen                                         | Vebjørn Turtveit                                           | Gjøran Tefre                                               |

| 2. Scandinavian Cup in Nes Skianlegg, 3. bis 5. Januar 2020 | 2. Scandinavian Cup in Nes Skianlegg, 3. bis 5. Januar 2020 | 2. Scandinavian Cup in Nes Skianlegg, 3. bis 5. Januar 2020 | 2. Scandinavian Cup in Nes Skianlegg, 3. bis 5. Januar 2020 | 2. Scandinavian Cup in Nes Skianlegg, 3. bis 5. Januar 2020 |
| ----------------------------------------------------------- | ----------------------------------------------------------- | ----------------------------------------------------------- | ----------------------------------------------------------- | ----------------------------------------------------------- |
| Datum                                                       | Disziplin                                                   | Erster Platz                                                | Zweiter Platz                                               | Dritter Platz                                               |
| 3. Januar 2020                                              | Sprint Freistil                                             | Håvard Solås Taugbøl                                        | Pål Trøan Aune                                              | Harald Astrup Arnesen                                       |
| 4. Januar 2020                                              | 30 km Freistil                                              | Finn Hågen Krogh                                            | Mattis Stenshagen                                           | Daniel Stock                                                |
| 5. Januar 2020                                              | 15 km klassisch                                             | Magnus Stensås                                              | Håvard Solås Taugbøl                                        | Johan Hoel                                                  |

| 3. Scandinavian Cup in Harstad, 13. bis 15. März 2020 | 3. Scandinavian Cup in Harstad, 13. bis 15. März 2020 | 3. Scandinavian Cup in Harstad, 13. bis 15. März 2020 | 3. Scandinavian Cup in Harstad, 13. bis 15. März 2020 | 3. Scandinavian Cup in Harstad, 13. bis 15. März 2020 |
| ----------------------------------------------------- | ----------------------------------------------------- | ----------------------------------------------------- | ----------------------------------------------------- | ----------------------------------------------------- |
| Datum                                                 | Disziplin                                             | Erster Platz                                          | Zweiter Platz                                         | Dritter Platz                                         |
| 13. März 2020                                         | Sprint klassisch                                      | Wettkämpfe aufgrund der COVID-19-Pandemie abgesagt.   | Wettkämpfe aufgrund der COVID-19-Pandemie abgesagt.   | Wettkämpfe aufgrund der COVID-19-Pandemie abgesagt.   |
| 14. März 2020                                         | 15 km klassisch                                       | Wettkämpfe aufgrund der COVID-19-Pandemie abgesagt.   | Wettkämpfe aufgrund der COVID-19-Pandemie abgesagt.   | Wettkämpfe aufgrund der COVID-19-Pandemie abgesagt.   |
| 15. März 2020                                         | 15 km Verfolgung Freistil                             | Wettkämpfe aufgrund der COVID-19-Pandemie abgesagt.   | Wettkämpfe aufgrund der COVID-19-Pandemie abgesagt.   | Wettkämpfe aufgrund der COVID-19-Pandemie abgesagt.   |
| 13.–15. März 2020                                     | Gesamtwertung Minitour                                | Wettkämpfe aufgrund der COVID-19-Pandemie abgesagt.   | Wettkämpfe aufgrund der COVID-19-Pandemie abgesagt.   | Wettkämpfe aufgrund der COVID-19-Pandemie abgesagt.   |

### Gesamtwertung Männer
| Rang | Name                    | Punkte |
| ---- | ----------------------- | ------ |
| 1.   | Gjøran Tefre            | 210    |
| 2.   | Johan Hoel              | 188    |
| 3.   | Harald Østberg Amundsen | 176    |
| 3.   | Jørgen Sæternes Ulvang  | 176    |
| 5.   | Daniel Stock            | 155    |
| 6.   | Martin Løwstrøm Nyenget | 151    |
| 7.   | Eirik Sverdrup Augdal   | 147    |
| 8.   | Mikael Gunnulfsen       | 130    |
| 9.   | Johan Tjelle            | 124    |
| 10.  | Eirik Mysen             | 122    |
| 11.  | Magne Haga              | 116    |
| 12.  | Håvard Solås Taugbøl    | 114    |
| 13.  | Jan Thomas Jenssen      | 103    |
| 14.  | Vebjørn Turtveit        | 102    |

| Rang | Name                  | Punkte |
| ---- | --------------------- | ------ |
| 15.  | Sindre Grønflaten     | 101    |
| 16.  | Daniel Rickardsson    | 97     |
| 17.  | Kasper Stadaas        | 95     |
| 18.  | Mattis Stenshagen     | 90     |
| 19.  | Jørgen Lippert        | 86     |
| 20.  | Håvard Moseby         | 82     |
| 21.  | Magnus Stensås        | 80     |
| 22.  | Thomas Helland Larsen | 78     |
| 23.  | Pål Trøan Aune        | 76     |
| 24.  | Vebjørn Hegdal        | 74     |
| 25.  | Lauri Lepistö         | 66     |
| 26.  | Niklas Dyrhaug        | 64     |
| 27.  | Gaute Kvåle           | 61     |
| 28.  | Finn Hågen Krogh      | 60     |

| Rang | Name                    | Punkte |
| ---- | ----------------------- | ------ |
| 29.  | Harald Astrup Arnesen   | 58     |
| 29.  | Eirik Brandsdal         | 58     |
| 31.  | Ole Jørgen Bruvoll      | 56     |
| 32.  | Jonas Eriksson          | 55     |
| 33.  | Amund Hoel              | 52     |
| 34.  | Even Northug            | 50     |
| 35.  | Per Kristian Nygård     | 47     |
| 36.  | Martin Bergström        | 46     |
| 36.  | Karstein Johaug Jr.     | 46     |
| 38.  | Lars Ove Aunli          | 41     |
| 39.  | Aron Åkre Rysstad       | 40     |
| 39.  | Thomas Albertsen Dahlen | 40     |

## Frauen

### Resultate
| 1. Scandinavian Cup in Vuokatti, 13. bis 15. Dezember 2019 | 1. Scandinavian Cup in Vuokatti, 13. bis 15. Dezember 2019 | 1. Scandinavian Cup in Vuokatti, 13. bis 15. Dezember 2019 | 1. Scandinavian Cup in Vuokatti, 13. bis 15. Dezember 2019 | 1. Scandinavian Cup in Vuokatti, 13. bis 15. Dezember 2019 |
| ---------------------------------------------------------- | ---------------------------------------------------------- | ---------------------------------------------------------- | ---------------------------------------------------------- | ---------------------------------------------------------- |
| Datum                                                      | Disziplin                                                  | Erster Platz                                               | Zweiter Platz                                              | Dritter Platz                                              |
| 13. Dezember 2019                                          | Sprint klassisch                                           | Silje Øyre Slind                                           | Julie Myhre                                                | Johanna Hagström                                           |
| 14. Dezember 2019                                          | 20 km klassisch Massenstart                                | Maria Nordström                                            | Tiril Liverud Knudsen                                      | Linn Sömskar                                               |
| 15. Dezember 2019                                          | 10 km Freistil                                             | Julie Myhre                                                | Linn Sömskar                                               | Johanne Hauge Harviken                                     |

| 2. Scandinavian Cup in Nes Skianlegg, 3. bis 5. Januar 2020 | 2. Scandinavian Cup in Nes Skianlegg, 3. bis 5. Januar 2020 | 2. Scandinavian Cup in Nes Skianlegg, 3. bis 5. Januar 2020 | 2. Scandinavian Cup in Nes Skianlegg, 3. bis 5. Januar 2020 | 2. Scandinavian Cup in Nes Skianlegg, 3. bis 5. Januar 2020 |
| ----------------------------------------------------------- | ----------------------------------------------------------- | ----------------------------------------------------------- | ----------------------------------------------------------- | ----------------------------------------------------------- |
| Datum                                                       | Disziplin                                                   | Erster Platz                                                | Zweiter Platz                                               | Dritter Platz                                               |
| 3. Januar 2020                                              | Sprint Freistil                                             | Anikken Gjerde Alnæs                                        | Julie Myhre                                                 | Tilde Bångman                                               |
| 4. Januar 2020                                              | 20 km Freistil                                              | Helene Marie Fossesholm                                     | Moa Olsson                                                  | Linn Sömskar                                                |
| 5. Januar 2020                                              | 10 km klassisch                                             | Anna Dyvik                                                  | Evelina Settlin                                             | Moa Olsson                                                  |

| 3. Scandinavian Cup in Harstad, 13. bis 15. März 2020 | 3. Scandinavian Cup in Harstad, 13. bis 15. März 2020 | 3. Scandinavian Cup in Harstad, 13. bis 15. März 2020 | 3. Scandinavian Cup in Harstad, 13. bis 15. März 2020 | 3. Scandinavian Cup in Harstad, 13. bis 15. März 2020 |
| ----------------------------------------------------- | ----------------------------------------------------- | ----------------------------------------------------- | ----------------------------------------------------- | ----------------------------------------------------- |
| Datum                                                 | Disziplin                                             | Erster Platz                                          | Zweiter Platz                                         | Dritter Platz                                         |
| 13. März 2020                                         | Sprint klassisch                                      | Wettkämpfe aufgrund der COVID-19-Pandemie abgesagt.   | Wettkämpfe aufgrund der COVID-19-Pandemie abgesagt.   | Wettkämpfe aufgrund der COVID-19-Pandemie abgesagt.   |
| 14. März 2020                                         | 10 km klassisch                                       | Wettkämpfe aufgrund der COVID-19-Pandemie abgesagt.   | Wettkämpfe aufgrund der COVID-19-Pandemie abgesagt.   | Wettkämpfe aufgrund der COVID-19-Pandemie abgesagt.   |
| 15. März 2020                                         | 10 km Verfolgung Freistil                             | Wettkämpfe aufgrund der COVID-19-Pandemie abgesagt.   | Wettkämpfe aufgrund der COVID-19-Pandemie abgesagt.   | Wettkämpfe aufgrund der COVID-19-Pandemie abgesagt.   |
| 13.–15. März 2020                                     | Gesamtwertung Minitour                                | Wettkämpfe aufgrund der COVID-19-Pandemie abgesagt.   | Wettkämpfe aufgrund der COVID-19-Pandemie abgesagt.   | Wettkämpfe aufgrund der COVID-19-Pandemie abgesagt.   |

### Gesamtwertung Frauen
| Rang | Name                    | Punkte |
| ---- | ----------------------- | ------ |
| 1.   | Julie Myhre             | 261    |
| 2.   | Linn Sömskar            | 242    |
| 3.   | Maria Nordström         | 223    |
| 4.   | Tiril Liverud Knudsen   | 212    |
| 5.   | Silje Øyre Slind        | 198    |
| 6.   | Anna Dyvik              | 172    |
| 6.   | Johanne Hauge Harviken  | 172    |
| 6.   | Marthe Bjørnsgaard      | 172    |
| 9.   | Anikken Gjerde Alnæs    | 164    |
| 10.  | Helene Marie Fossesholm | 128    |
| 11.  | Evelina Settlin         | 126    |
| 12.  | Moa Olsson              | 118    |
| 13.  | Jennie Öberg            | 113    |
| 14.  | Amalie Håkonsen Ous     | 112    |

| Rang | Name                     | Punkte |
| ---- | ------------------------ | ------ |
| 14.  | Silje Theodorsen         | 112    |
| 16.  | Moa Molander Kristiansen | 109    |
| 17.  | Johanna Hagström         | 107    |
| 18.  | Hedda Østberg Amundsen   | 103    |
| 18.  | Vilma Nissinen           | 103    |
| 20.  | Tilde Bångman            | 88     |
| 21.  | Sofia Henriksson         | 85     |
| 22.  | Tuva Bakkemo             | 82     |
| 23.  | Anni Alakoski            | 72     |
| 24.  | Susann Sagstuen          | 69     |
| 25.  | Jasmi Joensuu            | 66     |
| 26.  | Anni Kainulainen         | 56     |
| 27.  | Laura Mononen            | 53     |
| 27.  | Martine Lorgen Øvrebust  | 53     |

| Rang | Name                    | Punkte |
| ---- | ----------------------- | ------ |
| 29.  | Margrete Røssum Dyrhovd | 52     |
| 30.  | Anna Svendsen           | 50     |
| 31.  | Susanna Saapunki        | 48     |
| 32.  | Katri Lylynpera         | 45     |
| 33.  | Katariina Lonka         | 43     |
| 34.  | Marte Skaanes           | 42     |
| 35.  | Kristine Stavås Skistad | 40     |
| 35.  | Emmi Lamsa              | 40     |
| 37.  | Alicia Persson          | 37     |
| 38.  | Jenny Solin             | 36     |
| 38.  | Stine-Ilse Truu         | 36     |
| 40.  | Amalie Honerud Olsen    | 34     |
| 40.  | Chi Chunxue             | 34     |